# Regionalwahl in Sardinien 1989
Die Regionalwahl in Sardinien 1989 fand am 11. Juni statt. Gewählt wurden 80 Abgeordnete zum Regionalrat.
Der Präsident und die Mitglieder des Regionalausschusses (Giunta regionale) wurden vom Regionalrat aus den Reihen seiner Mitglieder gewählt.

## Liste der Präsidenten
Präsidenten des Regionalausschusses während der X. Legislaturperiode (1989–1994):
- Mario Floris (DC), 1989–1991;
- Antonello Cabras (PSI), 1991–1994.

## Wahlergebnis
| Listen | Listen                                        | Stimmen   | %    | Mandate |
| ------ | --------------------------------------------- | --------- | ---- | ------- |
|        | Democrazia Cristiana                          | 361.116   | 35,0 | 29      |
|        | Partito Comunista Italiano                    | 239.202   | 23,2 | 19      |
|        | Partito Socialista Italiano                   | 144.505   | 14,0 | 12      |
|        | Partito Sardo d’Azione                        | 127.765   | 12,4 | 10      |
|        | Partito Socialista Democratico Italiano       | 47.735    | 4,6  | 4       |
|        | PLI – PRI                                     | 40.400    | 3,9  | 3       |
|        | Movimento Sociale Italiano – Destra Nazionale | 36.583    | 3,5  | 3       |
|        | Lista Verde                                   | 18.712    | 1,8  | −       |
|        | Partidu Indipendentista                       | 5.339     | 0,5  | −       |
|        | Verdi d’Italia                                | 5.136     | 0,5  | −       |
|        | Partito Verde                                 | 5.086     | 0,5  | −       |
|        | Difesa del Lavoro                             | 1.004     | 0,1  | −       |
| Gesamt | Gesamt                                        | 1.032.583 | 100  | 80      |